# Parafia św. Jadwigi Śląskiej w Zieleniewie
Parafia pw. św. Jadwigi Śląskiej w Zieleniewie – parafia rzymskokatolicka, należąca do dekanatu Drawno, archidiecezji szczecińsko-kamieńskiej, metropolii szczecińsko-kamieńskiej. W parafii posługują księża archidiecezjalni. Według stanu na wrzesień 2018 proboszczem parafii był ks. Sławomir Mazurkiewicz. Zgodnie ze stanem na 2023 r. proboszczem parafii jest ks. Krzysztof Okrzyński

## Miejsca święte

### Kościół parafialny
Kościół św. Jadwigi Śląskiej w Zieleniewie

### Kościoły filialne i kaplice
- Kaplica Miłosierdzia Bożego w Kaszewie[1]
- Kościół św. Izydora w Pławnie[1]
- Kościół Świętej Trójcy w Rakowie[1]